# 格林斯克特 (喬治亞州)
格林斯克特（英語：Greens Cut）是位於美國喬治亞州伯克縣的一個非建制地區。該地的面積和人口皆未知。

## 地理
格林斯克特的座標為33°10′22″N 82°58′39″W / 33.17278°N 82.97750°W，而該地的平均海拔高度為90米（即295英尺）。